# Battaglia di Kilinochchi
La battaglia di Kilinochchi è stata combattuta tra l'Esercito dello Sri Lanka e le Tigri Tamil per il controllo del paese di Kilinochchi nel teatro settentrionale della quarta guerra Eleam della guerra civile dello Sri Lanka, tra il novembre 2008 e il gennaio 2009.

## Storia
Kilinochchi era de facto la capitale del centro amministrativo della proposta di stato Tamil Eleam delle Tigri Tamil.
L'esercito dello Sri Lanka condusse un'offensiva attraverso i mesi di novembre e dicembre 2008, durante la quale ci furono 3 tentativi di prendere la città.

Entrambi gli schieramenti hanno dichiarato di aver avuto perdite minime e di aver inflitto il massimo danno all'altra parte durante questi assalti.

Le forze aeree dello Sri Lanka hanno anche lanciato un attacco contro le posizioni LTTE a Kilinochchi
Il 2 gennaio 2009 le divisioni dell'esercito dello Sri lanka avanzano in posizioni nei pressi della giungla.

Mahinda Rajapaksa, presidente dello Sri Lanka, annuncia che i militari hanno preso il controllo della città e intima le tigri tamil di abbassare le armi e arrendersi.

Loro dichiarano che la cattura del paese per loro è stata una perdita insignificante e che dopo la loro fuoriuscita è diventata una città fantasma.
Dopo la battaglia, diversi governi stranieri hanno chiesto a entrambe le parti di cercare una soluzione politica.
La borsa di Colombo ha registrato una crescita e la rupia Sri lankese si è stabilizzata.

L'esercito continua intanto ad avanzare nei territori posseduti dall'LTTE, catturando alcune postazioni più strategiche, incluso il Passo dell'elefante e l'intera Autostrada A9.